# Liste der Kulturdenkmäler im Landkreis Marburg-Biedenkopf

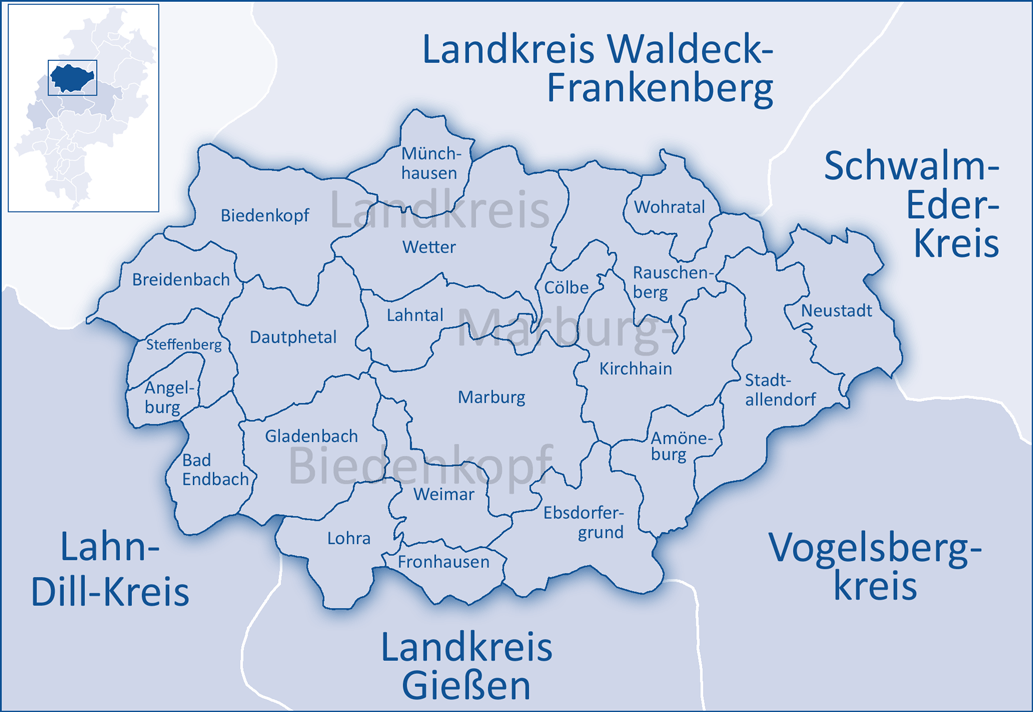
Kommunen im Landkreis Marburg-Biedenkopf

Die Liste der Kulturdenkmäler im Landkreis Marburg-Biedenkopf enthält die Kulturdenkmäler im Landkreis Marburg-Biedenkopf. Rechtsgrundlage für den Denkmalschutz ist das Denkmalschutzgesetz in Hessen.
Sie lässt sich nach den kreisangehörigen Kommunen gliedern:
- Liste der Kulturdenkmäler in Amöneburg
- Liste der Kulturdenkmäler in Angelburg
- Liste der Kulturdenkmäler in Bad Endbach
- Liste der Kulturdenkmäler in Biedenkopf
- Liste der Kulturdenkmäler in Breidenbach
- Liste der Kulturdenkmäler in Cölbe
- Liste der Kulturdenkmäler in Dautphetal
- Liste der Kulturdenkmäler in Ebsdorfergrund
- Liste der Kulturdenkmäler in Fronhausen
- Liste der Kulturdenkmäler in Gladenbach
- Liste der Kulturdenkmäler in Kirchhain
- Liste der Kulturdenkmäler in Lahntal
- Liste der Kulturdenkmäler in Lohra
- Liste der Kulturdenkmäler in Marburg
- Liste der Kulturdenkmäler in Münchhausen
- Liste der Kulturdenkmäler in Neustadt
- Liste der Kulturdenkmäler in Rauschenberg
- Liste der Kulturdenkmäler in Stadtallendorf
- Liste der Kulturdenkmäler in Steffenberg
- Liste der Kulturdenkmäler in Weimar
- Liste der Kulturdenkmäler in Wetter
- Liste der Kulturdenkmäler in Wohratal